# Els Plans
Els Plans è un villaggio di Andorra, nella parte centrale della parrocchia di Canillo con 50 abitanti (dato 2010).